# Helisa alfa

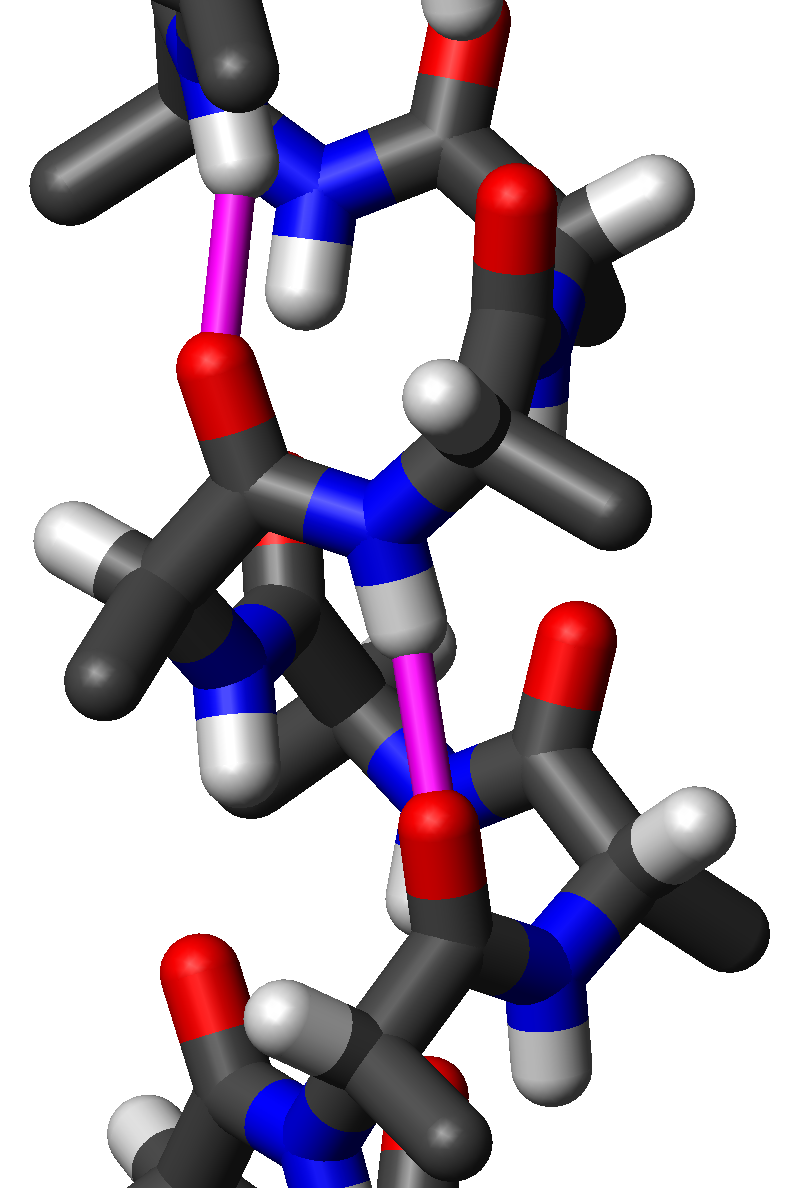
Boczny widok na α helisę

Helisa alfa – struktura drugorzędowa białka (tak jak i harmonijka beta), stabilizowana przez wiązania wodorowe. Kształtem przypomina cylinder, tworzony przez ciasno, prawoskrętnie skręconą sprężynę. Ściany cylindra tworzy łańcuch polipeptydowy, a łańcuchy boczne (podstawniki) wystają na zewnątrz. Co cztery aminokwasy w łańcuchu polipeptydowym tworzone jest wiązanie wodorowe pomiędzy grupą karboksylową jednego aminokwasu a grupą aminową drugiego. Skok helisy następuje co 0,54 nm.
Helisa α występuje np. w hemoglobinie i mioglobinie.